# Ugaritisk litteratur

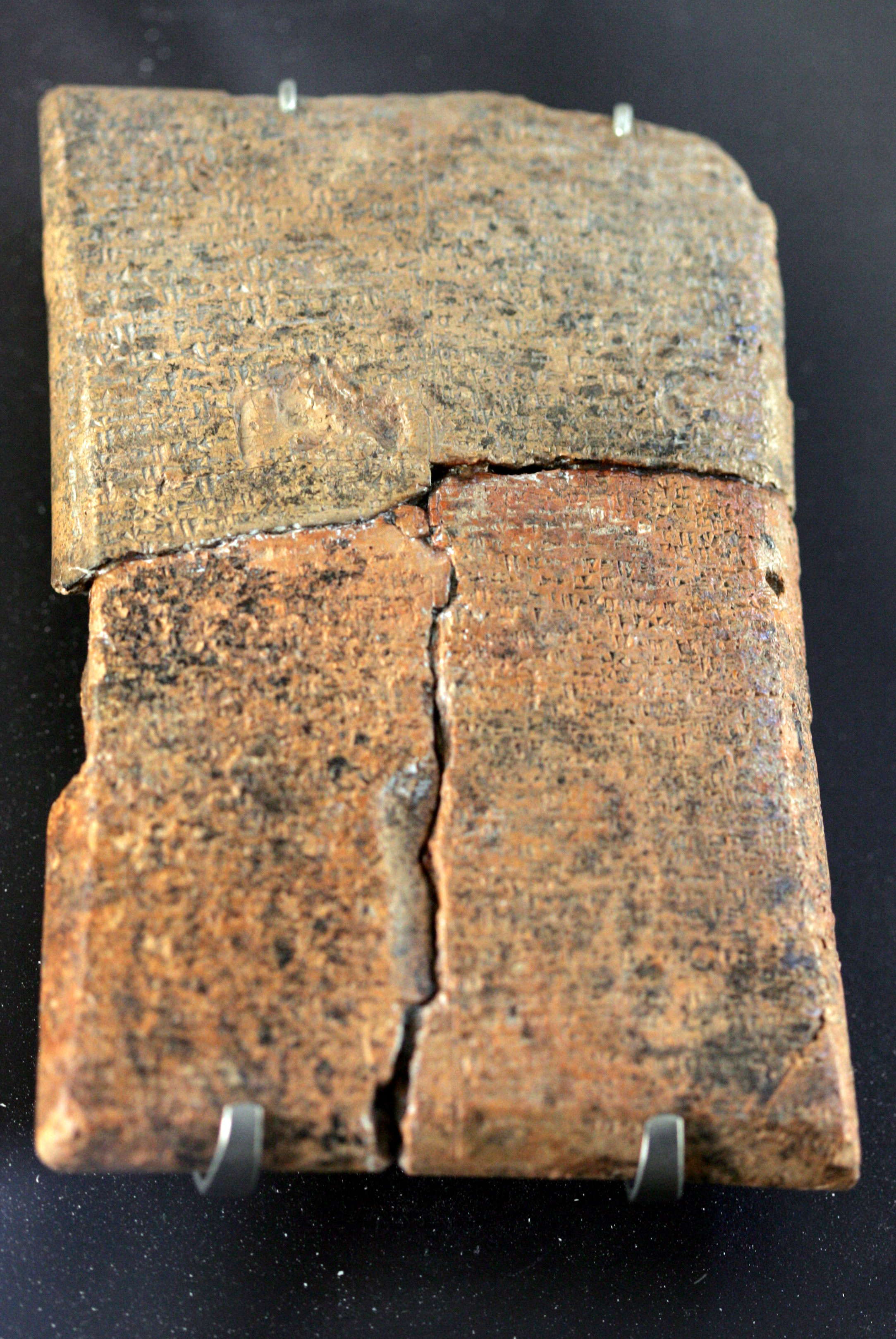
Lertavla på ugaritiska som berättar om Danel.

Ugaritisk litteratur är litteratur skriven i den kanaaneiska staden Ugarit på ugaritiska under antiken med ugaritiska alfabetet. Upptäckten av den ugaritiska litteraturen har fått betydelse för förståelse av Tanach/Gamla testamentet.
Den ugaritiska litteraturen upptäcktes 1929 av ett franskt forskarteam lett av Claude F.A. Schaeffer, och dechiffrerades 1931. Texterna härrör från 1300-talet f.Kr. och finns bevarade på lertavlor. De består av en rad genrer: lagar, administrativa texter, listor på kungar och gudar och religiösa texter.
De religiösa texterna utgörs av myter, offerbeskrivningar och böner. Det är framför allt de religiösa texterna som uppmärksammats, på grund av deras stora betydelse för förståelsen av Tanach/Gamla testamentet på många plan. Såsom källor om den kanaaneiska religionen som nämns i Tanach/Gamla testamentet, bildar texterna en viktig bakgrund för förståelsen av passager i dessa texter och Döda havsrullarna. Hymnerna är skrivna med samma versmått som psalmerna i Psaltaren, och det finns en rad likheter som uppenbart tyder på påverkan. Många riter är likadana som de som nämns i Moseböckerna. Det råder dock problem med att finna adekvata översättningar, och olika översättare har översatt texter mycket olikartat. Under senare år har forskare intresserat sig för hur den babyloniska litteraturen påverkat den ugaritiska.
Viktiga verk är Baalcykeln, Danel, och Keretlegenden.